# Верх-Пьянковское сельское поселение
Верх-Пьянковское сельское поселение — муниципальное образование в Чойском районе Республики Алтай России. Административный центр — село Ускуч.

## География
Расположено в северо-восточной части Чойского района.
Площадь составляет 34800 гектар.
Граничит с Ыныргинским, Сёйкинским и Чойским сельскими поселениями, а также с Турочакским районом.

## История
Образовано в ходе муниципальной реформы в 2006 году.

## Население
| 2010 | 2011 | 2012 | 2013 | 2014 | 2015 | 2016 |
| ---- | ---- | ---- | ---- | ---- | ---- | ---- |
| 353  | →353 | ↘347 | ↘331 | ↘327 | ↗332 | ↘331 |
| 2017 | 2018 | 2019 | 2020 | 2021 |      |      |
| ↘329 | ↗338 | ↘328 | ↗336 | ↘317 |      |      |

## Состав
| № | Населённый пункт | Тип населённого пункта       | Население |
| - | ---------------- | ---------------------------- | --------- |
| 1 | Ускуч            | село, административный центр | ↘317      |